# Campionato mondiale di Formula 1 1992
Il campionato mondiale di Formula 1 1992 organizzato dalla FIA è stata, nella storia della categoria, la 43ª stagione ad assegnare il campionato piloti e la 35ª stagione ad assegnare il campionato costruttori. Il britannico Nigel Mansell divenne campione del mondo per la prima volta in carriera a bordo della Williams motorizzata Renault, vincitrice della classifica riservata ai costruttori. La stagione vide l'ingresso ufficiale della Safety Car nella Formula 1 in pianta stabile per l'utilizzo durante le corse.

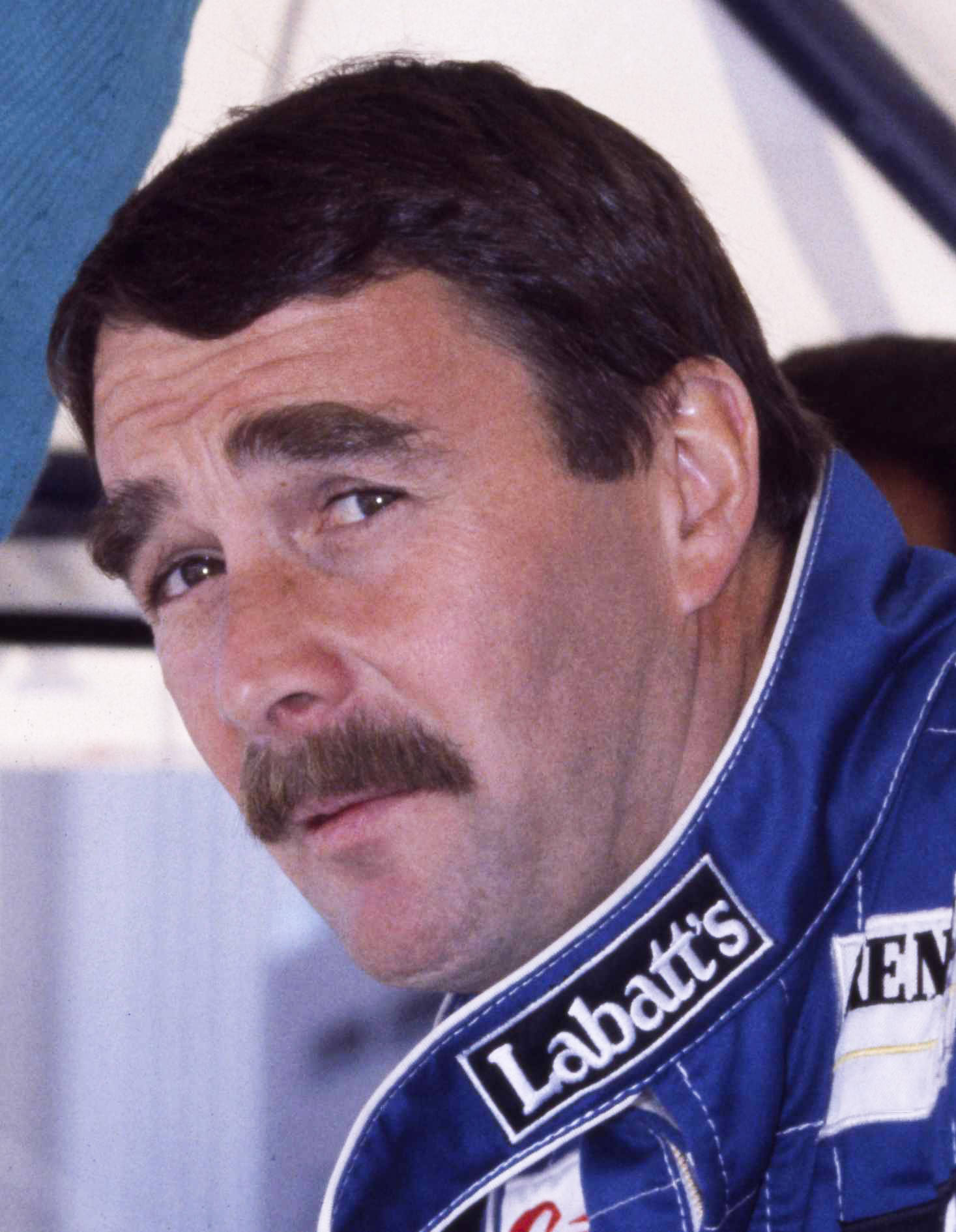
Nigel Mansell si aggiudicò il titolo mondiale, primo inglese a riuscire nell'impresa sedici anni dopo James Hunt.

## La pre-stagione

### Calendario
| Gara | Nome ufficiale del Gran Premio        | Circuito                           | Sede              | Data         | Ora    | Ora   | Ora   | Diretta TV |
| Gara | Nome ufficiale del Gran Premio        | Circuito                           | Sede              | Data         | Locale | UTC   | ITA   | Diretta TV |
| ---- | ------------------------------------- | ---------------------------------- | ----------------- | ------------ | ------ | ----- | ----- | ---------- |
| 1    | Yellow Pages South African Grand Prix | Kyalami Racing Circuit             | Midrand           | 1º marzo     | 14:00  | 12:00 | 13:00 | Italia 1   |
| 2    | Gran Premio de México                 | Autodromo Hermanos Rodríguez       | Città del Messico | 22 marzo     | 13:00  | 19:00 | 20:00 | Italia 1   |
| 3    | Grande Prêmio do Brasil               | Autódromo José Carlos Pace         | San Paolo         | 5 aprile     | 15:00  | 18:00 | 19:00 | Rai Due    |
| 4    | Gran Premio Tio Pepe de España        | Circuito di Barcellona-Catalogna   | Montmeló          | 3 maggio     | 14:00  | 12:00 | 14:00 | Italia 1   |
| 5    | Gran Premio Iceberg di San Marino     | Autodromo Enzo e Dino Ferrari      | Imola             | 17 maggio    | 14:00  | 12:00 | 14:00 | Rai Due    |
| 6    | Grand Prix de Monaco                  | Circuito di Monte Carlo            | Monaco            | 31 maggio    | 15:30  | 13:30 | 15:30 | Rai Due    |
| 7    | Grand Prix Molson du Canada           | Circuit Gilles Villeneuve          | Montréal          | 14 giugno    | 15:00  | 19:00 | 21:00 | Italia 1   |
| 8    | Rhone-Poulenc Grand Prix de France    | Circuit de Nevers Magny-Cours      | Magny-Cours       | 5 luglio     | 14:00  | 12:00 | 14:00 | Italia 1   |
| 9    | British Grand Prix                    | Silverstone Circuit                | Silverstone       | 12 luglio    | 14:00  | 14:00 | 15:00 | Rai Due    |
| 10   | Großer Mobil 1 Preis Von Deutschland  | Hockenheimring                     | Hockenheim        | 26 luglio    | 14:00  | 12:00 | 14:00 | Rai Due    |
| 11   | Marlboro Hungarian Grand Prix         | Hungaroring                        | Mogyoród          | 16 agosto    | 14:00  | 12:00 | 14:00 | Rai Due    |
| 12   | Grand Prix de Belgique                | Circuito di Spa-Francorchamps      | Stavelot          | 30 agosto    | 14:00  | 12:00 | 14:00 | Rai Due    |
| 13   | Pioneer Gran Premio d'Italia          | Autodromo nazionale di Monza       | Monza             | 13 settembre | 15:00  | 13:00 | 15:00 | Italia 1   |
| 14   | Grande Prémio SG Gigante de Portugal  | Autódromo do Estoril               | Cascais           | 27 settembre | 15:00  | 14:00 | 15:00 | Italia 1   |
| 15   | Fuji Television Japanese Grand Prix   | Suzuka International Racing Course | Suzuka            | 25 ottobre   | 12:00  | 3:00  | 4:00  | Italia 1   |
| 16   | Foster's Australian Grand Prix        | Adelaide Street Circuit            | Adelaide          | 8 novembre   | 14:30  | 5:00  | 6:00  | Rai Due    |

### I test
Durante la pre-stagione, la Williams voleva avere Éric Bernard come collaudatore, ma non ripresosi dall'infortunio non venne preso.

### Accordi e fornitori
Nel 1992, la FIAT, nella persona dell'AD Paolo Cantarella, viste le crescenti difficoltà produttive e di mercato della casa di Torino, i costi elevati della gestione sportiva per la Formula 1 e la disomogeneità della Gestione Sportiva della Ferrari, cui conseguiva una mancanza di efficienza e competitività, decise di terminare l'attività collaborativa con la Scuderia Ferrari in Formula 1 e di fornire alla McLaren un V12.
Questa ipotesi venne avvalorata prima dalla dichiarazione di Agnelli al Salone dell'Auto di Torino nel maggio 1992, durante il quale, alla domanda se alla Ferrari fosse concesso di continuare a correre, rispose che tra vincere e lasciare c'era una via di mezzo. In occasione del Gran Premio di Spagna, il presidente della Ferrari Montezemolo si recò nei box della McLaren intavolando una discussione con Ron Dennis riguardo ad un accordo, da perfezionare in seguito, per la fornitura di motori nel 1993, visto il ritiro alla fine del 1992 della Honda, ma la trattativa non ebbe seguito.
La stessa McLaren, nella figura di Ron Dennis e nel tentativo di mantenere Senna in squadra, sondò il terreno per un eventuale acquisto della Ligier in modo da rilevare la fornitura dei motori Renault: la casa transalpina diede un assenso preliminare alla McLaren autorizzandole l'utilizzo della benzina Shell almeno per un anno, ma la ELF, partner tecnico della Renault, non diede parere favorevole; ciò, unito alle resistenze di Guy Ligier, fece sì che l'operazione non andasse in porto. Successivamente la McLaren, insieme alla Shell, prese in considerazione la possibilità di adottare e finanziare un motore che la Audi stava preparando per le vetture prototipo: la casa tedesca espresse comunque la sua intenzione di non entrare nel mondo della Formula 1.

## Scuderie e piloti

### Scuderie
La McLaren perfezionò la scalata automatica facendola diventare programmata con una serie di pulsanti sul cruscotto mentre la Williams introdusse le sospensioni attive; grazie a tale tecnologia le monoposto di Grove imporranno un dominio tecnico destinato a durare fino al 1997, nonostante il bando alle sospensioni attive decretato dalla FIA al termine del 1993.
Durante la stagione furono ben tre le squadre costrette ad abbandonare la categoria: tra il Gran Premio d'Ungheria e quello d'Italia infatti, scomparvero nell'ordine la Brabham, l'Andrea Moda e la Fondmetal. La Brabham, capace nel decennio precedente di vincere gare e mondiali, pur avendo cambiato proprietà diverse volte, non riuscì a far fronte delle sempre più gravi condizioni economiche: nel 1989 la struttura venne acquisita dal miliardario giapponese Koji Nakauchi, facente capo al Middlebridge Group, ma i nuovi fondi non migliorarono la precaria condizione finanziaria della Brabham, che uniti ai mancati pagamenti degli sponsor di Giovanna Amati, portarono alla chiusura della scuderia e all'arresto di un finanziatore accusato di corruzione.
L'Andrea Moda, di proprietà dell'imprenditore calzaturiero Andrea Sassetti, aveva rilevato la struttura della Coloni oltre che alcuni telai, per poi richiederne di nuovi alla Simtek, che fornì quelli originariamente destinati ad un ritorno nel circus della BMW. Una serie incredibile di spaventose mancanze (McCarthy venne fatto scendere in pista con le gomme da bagnato in una giornata assolata, la fornitura dei motori Judd non venne pagata e solo grazie ai prestiti dei propulsori già utilizzati dalla Brabham si poté presentare al via, l'arresto di Sassetti per frode) culminò con l'esclusione dal campionato da parte della FIA per aver danneggiato la reputazione della Formula 1.
La Fondmetal acquistò nel 1990 le strutture dell'Osella senza, però, migliorarne i risultati. Nel corso delle due stagioni disputate, il 1991 e il 1992, la Fondmetal riuscì solamente a conquistare due 10° posti, con tante non qualificazioni e ritiri. A causa della pessima situazione economica, Gabriele Rumi, titolare della scuderia, decise di ritirarsi dal campionato.

### Piloti
- AGS, Coloni e Lambo si ritirano dalla Formula 1 (Coloni vende tutto il materiale all'Andrea Moda Formula).
- McLaren, Williams, Lotus e Ligier schierano i piloti con cui avevano terminato la stagione precedente.
- La Tyrrell-Ilmor sostituisce entrambi i piloti del 1991 (Satoru Nakajima, ritirato dalla Formula 1, e Stefano Modena) con Olivier Grouillard e Andrea De Cesaris, provenienti da Fondmetal-Ford e Jordan-Ford.
- Rinnovamento completo anche alla Brabham-Judd, che comincia il campionato con Eric van de Poele e Giovanna Amati (prima donna in F1 dai tempi di Desiré Wilson, nel 1980), rimpiazzata poi dopo tre Gran Premi dal debuttante Damon Hill.
- La Footwork-Mugen Honda conferma Michele Alboreto e sostituisce Alex Caffi con il giapponese Aguri Suzuki, ex Larrousse.
- La Fondmetal-Ford affianca a Gabriele Tarquini una seconda vettura, affidata prima ad Andrea Chiesa e poi a Eric van de Poele, in arrivo dalla Brabham-Judd, dopo 10 Gran Premi.
- La Leyton House riacquista la vecchia denominazione March-Ilmor e affianca al confermato Karl Wendlinger l'esordiente Paul Belmondo. Entrambi i piloti verranno sostituiti nel corso della stagione, rispettivamente da Jan Lammers ed Emanuele Naspetti.
- La Benetton-Ford conferma il promettente Michael Schumacher e chiama Martin Brundle dalla Brabham per sostituire Nelson Piquet, ritiratosi al termine del 1991.
- Alla Dallara-Ferrari viene confermato il finlandese Jyrki Jarvilehto, a cui viene affiancato l'ex Minardi Pierluigi Martini in sostituzione di Emanuele Pirro.
- Il posto di Martini alla Minardi-Lamborghini viene preso dal debuttante Christian Fittipaldi, figlio di Wilson, che verrà sostituito per tre Gran Premi da Alessandro Zanardi; riconfermato invece Gianni Morbidelli.
- Alla Ferrari accanto a Jean Alesi viene schierato Ivan Capelli, ex March-Ilmor, che sostituisce Alain Prost.
- La Larrousse cambia nome in Venturi con i motori a dodici cilindri Lamborghini affianca il belga Bertrand Gachot, che già aveva disputato per la Casa francese l'ultimo Gran Premio del 1991, il debuttante Ukyo Katayama, che sostituisce il connazionale Aguri Suzuki, passato alla Footwork-Mugen Honda.
- La Jordan con motori a dodici cilindri Yamaha rinnova lo schieramento con Stefano Modena e Maurício Gugelmin, ex Tyrrell e March.
- La Andrea Moda-Judd debutta in Formula 1 con Alex Caffi ed Enrico Bertaggia, poi sostituiti dopo due Gran Premi da Roberto Moreno e Perry McCarthy.

### Tabella riassuntiva
| Squadra                        | Costruttore          | Telaio        | Motore                                      | Pneumatici | Nº | Pilota               | GP         | Test Driver                       |
| ------------------------------ | -------------------- | ------------- | ------------------------------------------- | ---------- | -- | -------------------- | ---------- | --------------------------------- |
| Honda Marlboro McLaren         | McLaren-Honda        | MP4-6B MP4-7A | Honda RA121E 3.5 V12 Honda RA122E/B 3.5 V12 | G          | 1  | Ayrton Senna         | Tutti      | Mark Blundell                     |
| Honda Marlboro McLaren         | McLaren-Honda        | MP4-6B MP4-7A | Honda RA121E 3.5 V12 Honda RA122E/B 3.5 V12 | G          | 2  | Gerhard Berger       | Tutti      | Mark Blundell                     |
| Tyrrell Racing Organisation    | Tyrrell-Ilmor        | 020B          | Ilmor 2175A 3.5 V10                         | G          | 3  | Olivier Grouillard   | Tutti      | n/a                               |
| Tyrrell Racing Organisation    | Tyrrell-Ilmor        | 020B          | Ilmor 2175A 3.5 V10                         | G          | 4  | Andrea De Cesaris    | Tutti      | n/a                               |
| Canon Williams Team            | Williams-Renault     | FW14B         | Renault RS3C 3.5 V10 Renault RS4 3.5 V10    | G          | 5  | Nigel Mansell        | Tutti      | Damon Hill Éric Bernard           |
| Canon Williams Team            | Williams-Renault     | FW14B         | Renault RS3C 3.5 V10 Renault RS4 3.5 V10    | G          | 6  | Riccardo Patrese     | Tutti      | Damon Hill Éric Bernard           |
| Motor Racing Developments Ltd. | Brabham-Judd         | BT60B         | Judd GV 3.5 V10                             | G          | 7  | Eric van de Poele    | 1-10       | n/a                               |
| Motor Racing Developments Ltd. | Brabham-Judd         | BT60B         | Judd GV 3.5 V10                             | G          | 8  | Giovanna Amati       | 1-3        | n/a                               |
| Motor Racing Developments Ltd. | Brabham-Judd         | BT60B         | Judd GV 3.5 V10                             | G          | 8  | Damon Hill           | 4-11       | n/a                               |
| Footwork Mugen Honda           | Footwork-Mugen-Honda | FA13          | Mugen Honda MF-351H 3.5 V10                 | G          | 9  | Michele Alboreto     | Tutti      | n/a                               |
| Footwork Mugen Honda           | Footwork-Mugen-Honda | FA13          | Mugen Honda MF-351H 3.5 V10                 | G          | 10 | Aguri Suzuki         | Tutti      | n/a                               |
| Team Lotus                     | Lotus-Ford           | 102D 107      | Ford HBA5 3.5 V8                            | G          | 11 | Mika Häkkinen        | Tutti      | Olivier Beretta                   |
| Team Lotus                     | Lotus-Ford           | 102D 107      | Ford HBA5 3.5 V8                            | G          | 12 | Johnny Herbert       | Tutti      | Olivier Beretta                   |
| Fondmetal                      | Fondmetal-Ford       | GR01 GR02     | Ford HBA5 3.5 V8                            | G          | 14 | Andrea Chiesa        | 1-10       | n/a                               |
| Fondmetal                      | Fondmetal-Ford       | GR01 GR02     | Ford HBA5 3.5 V8                            | G          | 14 | Eric van de Poele    | 11-13      | n/a                               |
| Fondmetal                      | Fondmetal-Ford       | GR01 GR02     | Ford HBA5 3.5 V8                            | G          | 15 | Gabriele Tarquini    | 1-13       | n/a                               |
| March F1 Team                  | March-Ilmor          | CG911B        | Ilmor 2175A 3.5 V10                         | G          | 16 | Karl Wendlinger      | 1-14       | Giovanni Lavaggi                  |
| March F1 Team                  | March-Ilmor          | CG911B        | Ilmor 2175A 3.5 V10                         | G          | 16 | Jan Lammers          | 15-16      | Giovanni Lavaggi                  |
| March F1 Team                  | March-Ilmor          | CG911B        | Ilmor 2175A 3.5 V10                         | G          | 17 | Paul Belmondo        | 1-11       | Giovanni Lavaggi                  |
| March F1 Team                  | March-Ilmor          | CG911B        | Ilmor 2175A 3.5 V10                         | G          | 17 | Emanuele Naspetti    | 12-16      | Giovanni Lavaggi                  |
| Camel Benetton                 | Benetton-Ford        | B192          | Ford HBA5 3.5 V8 Ford HBA7 3.5 V8           | G          | 19 | Michael Schumacher   | Tutti      | Alessandro Zanardi Perry McCarthy |
| Camel Benetton                 | Benetton-Ford        | B192          | Ford HBA5 3.5 V8 Ford HBA7 3.5 V8           | G          | 20 | Martin Brundle       | Tutti      | Alessandro Zanardi Perry McCarthy |
| Scuderia Italia SpA            | Dallara-Ferrari      | 192           | Ferrari 037 3.5 V12                         | G          | 21 | JJ Lehto             | Tutti      | n/a                               |
| Scuderia Italia SpA            | Dallara-Ferrari      | 192           | Ferrari 037 3.5 V12                         | G          | 22 | Pierluigi Martini    | Tutti      | n/a                               |
| Minardi Team                   | Minardi-Lamborghini  | M192          | Lamborghini 3512 3.5 V12                    | G          | 23 | Christian Fittipaldi | 1-8, 12-16 | n/a                               |
| Minardi Team                   | Minardi-Lamborghini  | M192          | Lamborghini 3512 3.5 V12                    | G          | 23 | Alessandro Zanardi   | 9-11       | n/a                               |
| Minardi Team                   | Minardi-Lamborghini  | M192          | Lamborghini 3512 3.5 V12                    | G          | 24 | Gianni Morbidelli    | Tutti      | n/a                               |
| Ligier Gitanes Blondes         | Ligier-Renault       | JS37          | Renault RS3B 3.5 V10 Renault RS3C 3.5 V10   | G          | 25 | Thierry Boutsen      | Tutti      | Alain Prost                       |
| Ligier Gitanes Blondes         | Ligier-Renault       | JS37          | Renault RS3B 3.5 V10 Renault RS3C 3.5 V10   | G          | 26 | Érik Comas           | Tutti      | Alain Prost                       |
| Scuderia Ferrari SpA           | Ferrari              | F92 A         | Ferrari 038 3.5 V12                         | G          | 27 | Jean Alesi           | Tutti      | Nicola Larini Gianni Morbidelli   |
| Scuderia Ferrari SpA           | Ferrari              | F92 A         | Ferrari 038 3.5 V12                         | G          | 28 | Ivan Capelli         | 1-14       | Nicola Larini Gianni Morbidelli   |
| Scuderia Ferrari SpA           | Ferrari              | F92 A         | Ferrari 038 3.5 V12                         | G          | 28 | Nicola Larini        | 15-16      | Nicola Larini Gianni Morbidelli   |
| Central Park Venturi Larrousse | Venturi-Lamborghini  | LC92          | Lamborghini 3512 3.5 V12                    | G          | 29 | Bertrand Gachot      | Tutti      | n/a                               |
| Central Park Venturi Larrousse | Venturi-Lamborghini  | LC92          | Lamborghini 3512 3.5 V12                    | G          | 30 | Ukyo Katayama        | Tutti      | n/a                               |
| Sasol Jordan Yamaha            | Jordan-Yamaha        | 192           | Yamaha OX99 3.5 V12                         | G          | 32 | Stefano Modena       | Tutti      | n/a                               |
| Sasol Jordan Yamaha            | Jordan-Yamaha        | 192           | Yamaha OX99 3.5 V12                         | G          | 33 | Maurício Gugelmin    | Tutti      | n/a                               |
| Andrea Moda Formula            | Andrea Moda-Judd     | S921          | Judd GV 3.5 V10                             | G          | 34 | Alessandro Caffi     | 1-2        | n/a                               |
| Andrea Moda Formula            | Andrea Moda-Judd     | S921          | Judd GV 3.5 V10                             | G          | 34 | Roberto Moreno       | 3-13       | n/a                               |
| Andrea Moda Formula            | Andrea Moda-Judd     | S921          | Judd GV 3.5 V10                             | G          | 35 | Enrico Bertaggia     | 1-2        | n/a                               |
| Andrea Moda Formula            | Andrea Moda-Judd     | S921          | Judd GV 3.5 V10                             | G          | 35 | Perry McCarthy       | 3-13       | n/a                               |

## Circuiti e gare
- Il Gran Premio del Sudafrica tornò nel 1992 dopo un'assenza di 7 anni a causa della revoca del divieto da parte della FIA di organizzare eventi in Sudafrica a causa della fine dell'apartheid. La gara è stata svolta nuovamente sul circuito del Gran Premio di Kyalami ma c'era un nuovo layout rispetto all'ultima volta che hanno corso nel 1985.
- Il Gran Premio del Messico è stato spostato dalla data di metà giugno a marzo.
- Il Gran Premio di Spagna è stato spostato da settembre a maggio.
- Il Gran Premio d'Austria, originariamente previsto per il 16 agosto, fu annullato a causa di problemi finanziari e sostituito dal Gran Premio d'Ungheria che originariamente avrebbe dovuto svolgersi il 23 agosto.
- Il Gran Premio d'Europa, originariamente previsto per il 4 ottobre sul circuito di Jerez, è stato cancellato.

## Trasmissioni televisive in Italia
Per la seconda volta consecutiva, in Italia, le prove libere, le qualifiche a tre cinquine, il warm-up, la gara e il post-gara venivano trasmesse da Italia 1 all'interno di Grand Prix e Formula 1 '92 con il commento di Andrea De Adamich e Guido Schittone, con la partecipazione di Claudia Peroni e Giorgio Piola e su Rai 3 e Rai 2 con il commento di Mario Poltronieri e Clay Regazzoni con la partecipazione di Gianfranco Palazzoli ed Ezio Zermiani come inviati dai box. Le dirette delle prove libere e del warm-up e le differite dei gran premi sono trasmesse anche su TELE+2, con la stessa squadra di commento di Italia 1.

## Modifiche al regolamento
La benzina senza piombo è diventata obbligatoria per tutte le vetture di Formula 1 a partire dalla stagione 1992 in quanto la benzina con piombo era ritenuta troppo pericolosa per la salute. In precedenza, la benzina senza piombo era facoltativa solo per i migliori team.

## Riassunti della stagione

### Gran Premio del Sudafrica
Kyalami - 1º marzo 1992 - Yellow Pages South African Grand Prix

#### Ordine d'arrivo
1. Nigel Mansell (Williams-Renault)
2. Riccardo Patrese (Williams-Renault)
3. Ayrton Senna (McLaren-Honda)
4. Michael Schumacher (Benetton-Ford)
5. Gerhard Berger (McLaren-Honda)
6. Johnny Herbert (Lotus-Ford)

### Gran Premio del Messico
Autodromo Hermanos Rodríguez - 22 marzo 1992 - Gran Premio de Mexico

#### Ordine d'arrivo
1. Nigel Mansell (Williams-Renault)
2. Riccardo Patrese (Williams-Renault)
3. Michael Schumacher (Benetton-Ford)
4. Gerhard Berger (McLaren-Honda)
5. Andrea De Cesaris (Tyrrell-Ilmor Engineering)
6. Mika Häkkinen (Lotus-Ford)

### Gran Premio del Brasile
Autodromo José Carlos Pace - 5 aprile 1992 - 21° Grande Prêmio do Brasil

#### Ordine d'arrivo
1. Nigel Mansell (Williams-Renault)
2. Riccardo Patrese (Williams-Renault)
3. Michael Schumacher (Benetton-Ford)
4. Jean Alesi (Ferrari)
5. Ivan Capelli (Ferrari)
6. Michele Alboreto (Footwork-Mugen-Honda)

### Gran Premio di Spagna
Catalunya - 3 maggio 1992 - 36° Tio Pepe Gran Premio de España

#### Ordine d'arrivo
1. Nigel Mansell (Williams-Renault)
2. Michael Schumacher (Benetton-Ford)
3. Jean Alesi (Ferrari)
4. Gerhard Berger (McLaren-Honda)
5. Michele Alboreto (Footwork-Mugen-Honda)
6. Pierluigi Martini (Dallara-Ferrari)

### Gran Premio di San Marino
Autodromo Enzo e Dino Ferrari - 17 maggio 1992 - 12º Gran Premio Iceberg di San Marino

#### Ordine d'arrivo
1. Nigel Mansell (Williams-Renault)
2. Riccardo Patrese (Williams-Renault)
3. Ayrton Senna (McLaren-Honda)
4. Martin Brundle (Benetton-Ford)
5. Michele Alboreto (Footwork-Mugen-Honda)
6. Pierluigi Martini (Dallara-Ferrari)

### Gran Premio di Monaco
Monte Carlo - 31 maggio 1992 - 50e Grand Prix de Monaco

#### Ordine d'arrivo
1. Ayrton Senna (McLaren-Honda)
2. Nigel Mansell (Williams-Renault)
3. Riccardo Patrese (Williams-Renault)
4. Michael Schumacher (Benetton-Ford)
5. Martin Brundle (Benetton-Ford)
6. Bertrand Gachot (Venturi-Lamborghini)

### Gran Premio del Canada
Circuit Gilles Villeneuve - 14 giugno 1992 - Grand Prix Molson du Canada

#### Ordine d'arrivo
1. Gerhard Berger (McLaren-Honda)
2. Michael Schumacher (Benetton-Ford)
3. Jean Alesi (Ferrari)
4. Karl Wendlinger (March-Ilmor Engineering)
5. Andrea De Cesaris (Tyrrell-Ilmor Engineering)
6. Érik Comas (Ligier-Renault)

### Gran Premio di Francia
Circuit de Nevers - Magny-Cours - 5 luglio 1992 - Rhône-Poulenc Grand Prix de France

#### Ordine d'arrivo
1. Nigel Mansell (Williams-Renault)
2. Riccardo Patrese (Williams-Renault)
3. Martin Brundle (Benetton-Ford)
4. Mika Häkkinen (Lotus-Ford)
5. Érik Comas (Ligier-Renault)
6. Johnny Herbert (Lotus-Ford)

### Gran Premio di Gran Bretagna
Silverstone - 12 luglio 1992 - British Grand Prix

#### Ordine d'arrivo
1. Nigel Mansell (Williams-Renault)
2. Riccardo Patrese (Williams-Renault)
3. Martin Brundle (Benetton-Ford)
4. Michael Schumacher (Benetton-Ford)
5. Gerhard Berger (McLaren-Honda)
6. Mika Häkkinen (Lotus-Ford)

### Gran Premio di Germania
Hockenheimring - 26 luglio 1992 - Großer Mobil 1 Preis von Deutschland

#### Ordine d'arrivo
1. Nigel Mansell (Williams-Renault)
2. Ayrton Senna (McLaren-Honda)
3. Michael Schumacher (Benetton-Ford)
4. Martin Brundle (Benetton-Ford)
5. Jean Alesi (Ferrari)
6. Érik Comas (Ligier-Renault)

### Gran Premio d'Ungheria
Hungaroring - 16 agosto 1992 - Marlboro Magyar Nagydíj

#### Ordine d'arrivo
1. Ayrton Senna (McLaren-Honda)
2. Nigel Mansell (Williams-Renault)
3. Gerhard Berger (McLaren-Honda)
4. Mika Häkkinen (Lotus-Ford)
5. Martin Brundle (Benetton-Ford)
6. Ivan Capelli (Ferrari)

### Gran Premio del Belgio
Circuit National de Francorchamps - 30 agosto 1992 - Grand Prix de Belgique

#### Ordine d'arrivo
1. Michael Schumacher (Benetton-Ford)
2. Nigel Mansell (Williams-Renault)
3. Riccardo Patrese (Williams-Renault)
4. Martin Brundle (Benetton-Ford)
5. Ayrton Senna (McLaren-Honda)
6. Mika Häkkinen (Lotus-Ford)

### Gran Premio d'Italia

Ayrton Senna sollecita i freni della sua McLaren-Honda MP4/7A nel vittorioso appuntamento di Monza

Autodromo nazionale di Monza - 13 settembre 1992 - Pioneer 63º Gran Premio d'Italia

#### Ordine d'arrivo
1. Ayrton Senna (McLaren-Honda)
2. Martin Brundle (Benetton-Ford)
3. Michael Schumacher (Benetton-Ford)
4. Gerhard Berger (McLaren-Honda)
5. Riccardo Patrese (Williams-Renault)
6. Andrea De Cesaris (Tyrrell-Ilmor Engineering)

### Gran Premio del Portogallo
Autódromo do Estoril - 27 settembre 1992 - SG Gigante Grande Prémio de Portugal

#### Ordine d'arrivo
1. Nigel Mansell (Williams-Renault)
2. Gerhard Berger (McLaren-Honda)
3. Ayrton Senna (McLaren-Honda)
4. Martin Brundle (Benetton-Ford)
5. Mika Häkkinen (Lotus-Ford)
6. Michele Alboreto (Footwork-Mugen-Honda)

### Gran Premio del Giappone
Suzuka International Racing Course - 25 ottobre 1992 - Fuji Television Japanese Grand Prix

#### Ordine d'arrivo
1. Riccardo Patrese (Williams-Renault)
2. Gerhard Berger (McLaren-Honda)
3. Martin Brundle (Benetton-Ford)
4. Andrea De Cesaris (Tyrrell-Ilmor Engineering)
5. Jean Alesi (Ferrari)
6. Christian Fittipaldi (Minardi-Lamborghini)

### Gran Premio d'Australia
Adelaide - 8 novembre 1992 - Foster's Australian Grand Prix

#### Ordine d'arrivo
1. Gerhard Berger (McLaren-Honda)
2. Michael Schumacher (Benetton-Ford)
3. Martin Brundle (Benetton-Ford)
4. Jean Alesi (Ferrari)
5. Thierry Boutsen (Ligier-Renault)
6. Stefano Modena (Jordan-Yamaha)

## Risultati

### Risultati dei Gran Premi
| Nº | Gara                         | Luogo             | Pole position    | Giro più veloce    | Vincitore          | Costruttore      | Resoconto |
| -- | ---------------------------- | ----------------- | ---------------- | ------------------ | ------------------ | ---------------- | --------- |
| 1  | Gran Premio del Sudafrica    | Kyalami           | Nigel Mansell    | Nigel Mansell      | Nigel Mansell      | Williams-Renault | Resoconto |
| 2  | Gran Premio del Messico      | Città del Messico | Nigel Mansell    | Gerhard Berger     | Nigel Mansell      | Williams-Renault | Resoconto |
| 3  | Gran Premio del Brasile      | San Paolo         | Nigel Mansell    | Riccardo Patrese   | Nigel Mansell      | Williams-Renault | Resoconto |
| 4  | Gran Premio di Spagna        | Montmeló          | Nigel Mansell    | Nigel Mansell      | Nigel Mansell      | Williams-Renault | Resoconto |
| 5  | Gran Premio di San Marino    | Imola             | Nigel Mansell    | Riccardo Patrese   | Nigel Mansell      | Williams-Renault | Resoconto |
| 6  | Gran Premio di Monaco        | Monaco            | Nigel Mansell    | Nigel Mansell      | Ayrton Senna       | McLaren-Honda    | Resoconto |
| 7  | Gran Premio del Canada       | Montréal          | Ayrton Senna     | Gerhard Berger     | Gerhard Berger     | McLaren-Honda    | Resoconto |
| 8  | Gran Premio di Francia       | Magny-Cours       | Nigel Mansell    | Nigel Mansell      | Nigel Mansell      | Williams-Renault | Resoconto |
| 9  | Gran Premio di Gran Bretagna | Silverstone       | Nigel Mansell    | Nigel Mansell      | Nigel Mansell      | Williams-Renault | Resoconto |
| 10 | Gran Premio di Germania      | Hockenheim        | Nigel Mansell    | Riccardo Patrese   | Nigel Mansell      | Williams-Renault | Resoconto |
| 11 | Gran Premio d'Ungheria       | Budapest          | Riccardo Patrese | Nigel Mansell      | Ayrton Senna       | McLaren-Honda    | Resoconto |
| 12 | Gran Premio del Belgio       | Spa-Francorchamps | Nigel Mansell    | Michael Schumacher | Michael Schumacher | Benetton-Ford    | Resoconto |
| 13 | Gran Premio d'Italia         | Monza             | Nigel Mansell    | Nigel Mansell      | Ayrton Senna       | McLaren-Honda    | Resoconto |
| 14 | Gran Premio del Portogallo   | Estoril           | Nigel Mansell    | Ayrton Senna       | Nigel Mansell      | Williams-Renault | Resoconto |
| 15 | Gran Premio del Giappone     | Suzuka            | Nigel Mansell    | Nigel Mansell      | Riccardo Patrese   | Williams-Renault | Resoconto |
| 16 | Gran Premio d'Australia      | Adelaide          | Nigel Mansell    | Michael Schumacher | Gerhard Berger     | McLaren-Honda    | Resoconto |

## Classifiche

### Sistema di punteggio
| Posizione | 1ª | 2ª | 3ª | 4ª | 5ª | 6ª |
| Punti     | 10 | 6  | 4  | 3  | 2  | 1  |

### Classifica Piloti
| Pos. | Pilota               |     |     |     |     |     |     |     |     |     |     |     |     |     |     |     |     | Punti |
| ---- | -------------------- | --- | --- | --- | --- | --- | --- | --- | --- | --- | --- | --- | --- | --- | --- | --- | --- | ----- |
| 1    | Nigel Mansell        | 1   | 1   | 1   | 1   | 1   | 2   | Rit | 1   | 1   | 1   | 2   | 2   | Rit | 1   | Rit | Rit | 108   |
| 2    | Riccardo Patrese     | 2   | 2   | 2   | Rit | 2   | 3   | Rit | 2   | 2   | 8*  | Rit | 3   | 5   | Rit | 1   | Rit | 56    |
| 3    | Michael Schumacher   | 4   | 3   | 3   | 2   | Rit | 4   | 2   | Rit | 4   | 3   | Rit | 1   | 3   | 7   | Rit | 2   | 53    |
| 4    | Ayrton Senna         | 3   | Rit | Rit | 9*  | 3   | 1   | Rit | Rit | Rit | 2   | 1   | 5   | 1   | 3   | Rit | Rit | 50    |
| 5    | Gerhard Berger       | 5   | 4   | Rit | 4   | Rit | Rit | 1   | Rit | 5   | Rit | 3   | Rit | 4   | 2   | 2   | 1   | 49    |
| 6    | Martin Brundle       | Rit | Rit | Rit | Rit | 4   | 5   | Rit | 3   | 3   | 4   | 5   | 4   | 2   | 4   | 3   | 3   | 38    |
| 7    | Jean Alesi           | Rit | Rit | 4   | 3   | Rit | Rit | 3   | Rit | Rit | 5   | Rit | Rit | Rit | Rit | 5   | 4   | 18    |
| 8    | Mika Häkkinen        | 9   | 6   | 10  | Rit | NQ  | Rit | Rit | 4   | 6   | Rit | 4   | 6   | Rit | 5   | Rit | 7   | 11    |
| 9    | Andrea De Cesaris    | Rit | 5   | Rit | Rit | 14* | Rit | 5   | Rit | Rit | Rit | 8   | 8   | 6   | 9   | 4   | Rit | 8     |
| 10   | Michele Alboreto     | 10  | 13  | 6   | 5   | 5   | 7   | 7   | 7   | 7   | 9   | 7   | Rit | 7   | 6   | 15  | Rit | 6     |
| 11   | Érik Comas           | 7   | 9   | Rit | Rit | 9   | 10  | 6   | 5   | 8   | 6   | Rit | NQ  | Rit | Rit | Rit | Rit | 4     |
| 12   | Karl Wendlinger      | Rit | Rit | Rit | 8   | 12  | Rit | 4   | Rit | Rit | 16  | Rit | 11  | 10  | Rit |     |     | 3     |
| 13   | Ivan Capelli         | Rit | Rit | 5   | 10* | Rit | Rit | Rit | Rit | 9   | Rit | 6   | Rit | Rit | Rit |     |     | 3     |
| 14   | Thierry Boutsen      | Rit | 10  | Rit | Rit | Rit | 12  | 10  | Rit | 10  | 7   | Rit | Rit | Rit | 8   | Rit | 5   | 2     |
| 15   | Johnny Herbert       | 6   | 7   | Rit | Rit | Rit | Rit | Rit | 6   | Rit | Rit | Rit | 13* | Rit | Rit | Rit | 13  | 2     |
| 16   | Pierluigi Martini    | Rit | Rit | Rit | 6   | 6   | Rit | 8   | 10  | 15  | 11  | Rit | Rit | 8   | Rit | 10  | Rit | 2     |
| 17   | Stefano Modena       | NQ  | Rit | Rit | NQ  | Rit | Rit | Rit | Rit | Rit | NQ  | Rit | 15  | NQ  | 13  | 7   | 6   | 1     |
| 18   | Christian Fittipaldi | Rit | Rit | Rit | 11  | Rit | 8   | 13  | NQ  |     |     |     | NQ  | NQ  | 12  | 6   | 9   | 1     |
| 19   | Bertrand Gachot      | Rit | 11  | Rit | Rit | Rit | 6   | SQ  | Rit | Rit | 14  | Rit | 18* | Rit | Rit | Rit | Rit | 1     |
| -    | Aguri Suzuki         | 8   | NQ  | Rit | 7   | 10  | 11  | NQ  | Rit | 12  | Rit | Rit | 9   | Rit | 10  | 8   | 8   | 0     |
| -    | JJ Lehto             | Rit | 8   | 8   | Rit | 11* | 9   | 9   | 9   | 13  | 10  | NQ  | 7   | 11* | Rit | 9   | Rit | 0     |
| -    | Gianni Morbidelli    | Rit | Rit | 7   | Rit | Rit | Rit | 11  | 8   | 17* | 12  | NQ  | 16  | Rit | 14  | 14  | 10  | 0     |
| -    | Maurício Gugelmin    | 11  | Rit | Rit | Rit | 7   | Rit | Rit | Rit | Rit | 15  | 10  | 14  | Rit | Rit | Rit | Rit | 0     |
| -    | Olivier Grouillard   | Rit | Rit | Rit | Rit | 8   | Rit | 12  | 11  | 11  | Rit | Rit | Rit | Rit | Rit | Rit | Rit | 0     |
| -    | Ukyo Katayama        | 12  | 12  | 9   | NQ  | Rit | NQ  | Rit | Rit | Rit | Rit | Rit | 17  | 9*  | Rit | 11  | Rit | 0     |
| -    | Paul Belmondo        | NQ  | NQ  | NQ  | 12  | 13  | NQ  | 14  | NQ  | NQ  | 13  | 9   |     |     |     |     |     | 0     |
| -    | Eric van de Poele    | 13  | NQ  | NQ  | NQ  | NQ  | NQ  | NQ  | NQ  | WD  | NQ  | Rit | 10  | Rit |     |     |     | 0     |
| -    | Emanuele Naspetti    |     |     |     |     |     |     |     |     |     |     |     | 12  | Rit | 11  | 13  | Rit | 0     |
| -    | Nicola Larini        |     |     |     |     |     |     |     |     |     |     |     |     |     |     | 12  | 11  | 0     |
| -    | Damon Hill           |     |     |     | NQ  | NQ  | NQ  | NQ  | NQ  | NQ  | 16  | NQ  | 11  |     |     |     |     | 0     |
| -    | Jan Lammers          |     |     |     |     |     |     |     |     |     |     |     |     |     |     | Rit | 12  | 0     |
| -    | Gabriele Tarquini    | Rit | Rit | Rit | Rit | Rit | Rit | Rit | Rit | 14  | Rit | Rit | Rit | Rit |     |     |     | 0     |
| -    | Andrea Chiesa        | NQ  | Rit | NQ  | Rit | NQ  | NQ  | NQ  | Rit | NQ  | NQ  |     |     |     |     |     |     | 0     |
| -    | Roberto Moreno       |     |     | NPQ | NQ  | NQ  | Rit | NPQ |     | NPQ | NPQ | NPQ | NQ  |     |     |     |     | 0     |
| -    | Alessandro Zanardi   |     |     |     |     |     |     |     |     | NQ  | Rit | NQ  |     |     |     |     |     | 0     |
| -    | Perry McCarthy       |     |     | ES  | NPQ | NPQ | NPQ | WD  |     | NPQ | ES  | NPQ | NQ  |     |     |     |     | 0     |
| -    | Giovanna Amati       | NQ  | NQ  | NQ  |     |     |     |     |     |     |     |     |     |     |     |     |     | 0     |
| -    | Alex Caffi           | ES  | NPR |     |     |     |     |     |     |     |     |     |     |     |     |     |     | 0     |
| -    | Enrico Bertaggia     | ES  | NPR |     |     |     |     |     |     |     |     |     |     |     |     |     |     | 0     |
| Pos. | Pilota               |     |     |     |     |     |     |     |     |     |     |     |     |     |     |     |     | Punti |

| Legenda | 1º posto     | 2º posto | 3º posto    | A punti         | Senza punti/Non class.  | Grassetto – Pole position Corsivo – Giro più veloce |
| Legenda | Squalificato | Ritirato | Non partito | Non qualificato | Solo prove/Terzo pilota | Grassetto – Pole position Corsivo – Giro più veloce |

* Indica quei piloti che non hanno terminato la gara ma sono ugualmente classificati avendo coperto, come previsto dal regolamento, almeno il 90% della distanza totale.

### Classifica Costruttori
| 1 | Williams-Renault        | Mansell         | 1                   | 1            | 1           | 1                                               | 1   | 2   | Rit | 1   | 1   | 1   | 2   | 2   | Rit | 1   | Rit | Rit | 164   |
| 1 | Williams-Renault        | Patrese         | 2                   | 2            | 2           | Rit                                             | 2   | 3   | Rit | 2   | 2   | 8   | Rit | 3   | 5   | Rit | 1   | Rit | 164   |
| 2 | McLaren-Honda           | Senna           | 3                   | Rit          | Rit         | 9                                               | 3   | 1   | Rit | Rit | Rit | 2   | 1   | 5   | 1   | 3   | Rit | Rit | 99    |
| 2 | McLaren-Honda           | Berger          | 5                   | 4            | Rit         | 4                                               | Rit | Rit | 1   | Rit | 5   | Rit | 3   | Rit | 4   | 2   | 2   | 1   | 99    |
| 3 | Benetton-Ford           | Schumacher      | 4                   | 3            | 3           | 2                                               | Rit | 4   | 2   | Rit | 4   | 3   | Rit | 1   | 3   | 7   | Rit | 2   | 91    |
| 3 | Benetton-Ford           | Brundle         | Rit                 | Rit          | Rit         | Rit                                             | 4   | 5   | Rit | 3   | 3   | 4   | 5   | 4   | 2   | 4   | 3   | 3   | 91    |
| 4 | Ferrari                 | Alesi           | Rit                 | Rit          | 4           | 3                                               | Rit | Rit | 3   | Rit | Rit | 5   | Rit | Rit | Rit | Rit | 5   | 4   | 21    |
| 4 | Ferrari                 | Capelli         | Rit                 | Rit          | 5           | 10*                                             | Rit | Rit | Rit | Rit | 9   | Rit | 6   | Rit | Rit | Rit |     |     | 21    |
| 4 | Ferrari                 | Larini          |                     |              |             |                                                 |     |     |     |     |     |     |     |     |     |     | 12  | 11  | 21    |
| 5 | Lotus-Ford              | Häkkinen        | 9                   | 6            | 10          | Rit                                             | NQ  | Rit | Rit | 4   | 6   | Rit | 4   | 6   | Rit | 5   | Rit | 7   | 13    |
| 5 | Lotus-Ford              | Herbert         | 6                   | 7            | Rit         | Rit                                             | Rit | Rit | Rit | 6   | Rit | Rit | Rit | 13  | Rit | Rit | Rit | 13  | 13    |
| 6 | Tyrrell-Ilmor           | De Cesaris      | Rit                 | 5            | Rit         | Rit                                             | 14  | Rit | 5   | Rit | Rit | Rit | 8   | 8   | 6   | 9   | 4   | Rit | 8     |
| 6 | Tyrrell-Ilmor           | Grouillard      | Rit                 | Rit          | Rit         | Rit                                             | 8   | Rit | 12  | 11  | 11  | Rit | Rit | Rit | Rit | Rit | Rit | Rit | 8     |
| 7 | Footwork-Mugen Honda    | Alboreto        | 10                  | 13           | 6           | 5                                               | 5   | 7   | 7   | 7   | 7   | 9   | 7   | Rit | 7   | 6   | 15  | Rit | 6     |
| 7 | Footwork-Mugen Honda    | Suzuki          | 8                   | NQ           | Rit         | 7                                               | 10  | 11  | NQ  | Rit | 12  | Rit | Rit | 9   | Rit | 10  | 8   | 8   | 6     |
| 8 | Ligier-Renault          | Comas           | 7                   | 9            | Rit         | Rit                                             | 9   | 10  | 6   | 5   | 8   | 6   | Rit | NQ  | Rit | Rit | Rit | Rit | 6     |
| 8 | Ligier-Renault          | Boutsen         | Rit                 | 10           | Rit         | Rit                                             | Rit | 12  | 10  | Rit | 10  | 7   | Rit | Rit | Rit | 8   | Rit | 5   | 6     |
| 9 | March-Ilmor             | Wendlinger      | Rit                 | Rit          | Rit         | 8                                               | 12  | Rit | 4   | Rit | Rit | 16  | Rit | 11  | 10  | Rit |     |     | 3     |
| 9 | March-Ilmor             | Lammers         |                     |              |             |                                                 |     |     |     |     |     |     |     |     |     |     | Rit | 12  | 3     |
| 9 | March-Ilmor             | Belmondo        | NPQ                 | NPQ          | NPQ         | 12                                              | 13  | NPQ | 14  | NPQ | NPQ | 13  | 9   |     |     |     |     |     | 3     |
| 9 | March-Ilmor             | Naspetti        |                     |              |             |                                                 |     |     |     |     |     |     |     | 12  | Rit | 11  | 13  | Rit | 3     |
| 10 | Dallara-Ferrari         | Martini         | Rit                 | Rit          | Rit         | 6                                               | 6   | Rit | 8   | 10  | 15  | 11  | Rit | Rit | 8   | Rit | 10  | Rit | 2     |
| 10 | Dallara-Ferrari         | Lehto           | Rit                 | 8            | 8           | Rit                                             | 11  | 9   | 9   | 9   | 13  | 10  | NQ  | 7   | 11  | Rit | 9   | Rit | 2     |
| 11 | Jordan-Yamaha           | Modena          | NQ                  | Rit          | Rit         | NQ                                              | Rit | Rit | Rit | Rit | Rit | NQ  | Rit | 15  | NQ  | 13  | 7   | 6   | 1     |
| 11 | Jordan-Yamaha           | Gugelmin        | 11                  | Rit          | Rit         | Rit                                             | 7   | Rit | Rit | Rit | Rit | 15  | 10  | 14  | Rit | Rit | Rit | Rit | 1     |
| 12 | Minardi-Lamborghini     | Fittipaldi      | Rit                 | Rit          | Rit         | 11                                              | Rit | 8   | 13  | NQ  |     |     |     | NQ  | NQ  | 12  | 6   | 9   | 1     |
| 12 | Minardi-Lamborghini     | Zanardi         |                     |              |             |                                                 |     |     |     |     | NQ  | Rit | NQ  |     |     |     |     |     | 1     |
| 12 | Minardi-Lamborghini     | Morbidelli      | Rit                 | Rit          | 7           | Rit                                             | Rit | Rit | 11  | 8   | 17  | 12  | NQ  | 16  | Rit | 14  | 14  | 10  | 1     |
| 13 | Venturi-Lamborghini     | Gachot          | Ret                 | 11           | Rit         | Rit                                             | Rit | 6   | SQ  | Rit | Rit | 14  | Rit | 18  | Rit | Rit | Rit | Rit | 1     |
| 13 | Venturi-Lamborghini     | Katayama        | 12                  | 12           | 9           | NQ                                              | Rit | NQ  | Rit | Rit | Rit | Rit | Rit | 17  | 9   | Rit | 11  | Rit | 1     |
| 14 | Fondmetal-Ford          | van de Poele    |                     |              |             |                                                 |     |     |     |     |     |     | Rit | 10  | Rit |     |     |     | 0     |
| 14 | Fondmetal-Ford          | Tarquini        | Rit                 | Rit          | Rit         | Rit                                             | Rit | Rit | Rit | Rit | 14  | Rit | Rit | Rit | Rit |     |     |     | 0     |
| 14 | Fondmetal-Ford          | Chiesa          | NQ                  | Rit          | NQ          | Rit                                             | NQ  | NQ  | NQ  | Rit | NQ  | NQ  |     |     |     |     |     |     | 0     |
| 15 | Brabham-Judd            | Hill            |                     |              |             | NQ                                              | NQ  | NQ  | NQ  |     | 16  | NQ  | 11  |     |     |     |     |     | 0     |
| 15 | Brabham-Judd            | van de Poele    | 13                  | NQ           | NQ          | NQ                                              | NQ  | NQ  | NQ  | NQ  | WD  | NQ  |     |     |     |     |     |     | 0     |
| 15 | Brabham-Judd            | Amati           | NPQ                 | NPQ          | NPQ         |                                                 |     |     |     |     |     |     |     |     |     |     |     |     | 0     |
| 16 | Moda-Judd               | Caffi           | ES                  | NPR          |             |                                                 |     |     |     |     |     |     |     |     |     |     |     |     | 0     |
| 16 | Moda-Judd               | Moreno          |                     |              | NPQ         | NQ                                              | NQ  | Rit | NPQ |     | NPQ | NPQ | NPQ | NQ  |     |     |     |     | 0     |
| 16 | Moda-Judd               | Bertaggia       | ES                  | NPR          |             |                                                 |     |     |     |     |     |     |     |     |     |     |     |     | 0     |
| 16 | Moda-Judd               | McCarthy        |                     |              | ES          | NPQ                                             | NPQ | NPQ | WD  |     | NPQ | ES  | NPQ | NQ  |     |     |     |     | 0     |
| Posizione | Costruttore             | Pilota          |                     |              |             |                                                 |     |     |     |     |     |     |     |     |     |     |     |     | Punti |
| \| Legenda \| 1º posto \| 2º posto \| 3º posto \| A punti \| Senza punti \| Grassetto=Pole position Corsivo=Giro più veloce \| \| Legenda \| Solo prove/Terzo pilota \| Non qualificato \| Ritirato/Non class. \| Squalificato \| Non partito \| Grassetto=Pole position Corsivo=Giro più veloce \| |                         |                 |                     |              |             |                                                 |     |     |     |     |     |     |     |     |     |     |     |     |       |
| Legenda | 1º posto                | 2º posto        | 3º posto            | A punti      | Senza punti | Grassetto=Pole position Corsivo=Giro più veloce |     |     |     |     |     |     |     |     |     |     |     |     |       |
| Legenda | Solo prove/Terzo pilota | Non qualificato | Ritirato/Non class. | Squalificato | Non partito | Grassetto=Pole position Corsivo=Giro più veloce |     |     |     |     |     |     |     |     |     |     |     |     |       |

### Statistiche costruttori
| Pos | Costruttore          | Telaio        | Motore              | Gomme | Punti | Vittorie | Podi | Poles |
| --- | -------------------- | ------------- | ------------------- | ----- | ----- | -------- | ---- | ----- |
| 1   | Williams-Renault     | FW14B         | Renault RS3         | G     | 164   | 10       | 21   | 15    |
| 2   | McLaren-Honda        | MP4/6B MP4/7A | Honda RA122E        | G     | 99    | 5        | 12   | 1     |
| 3   | Benetton-Ford        | B191B B192    | Ford HBA7           | G     | 91    | 1        | 13   |       |
| 4   | Ferrari              | F92A F92AT    | Ferrari 038         | G     | 21    |          | 2    |       |
| 5   | Lotus-Ford           | 102D 107      | Ford HBD5           | G     | 13    |          |      |       |
| 6   | Tyrrell-Ilmor        | 020B          | Ilmor 2175A         | G     | 8     |          |      |       |
| 7   | Footwork-Mugen-Honda | FA13          | Mugen-Honda MF-351H | G     | 6     |          |      |       |
| 8   | Ligier-Renault       | JS37          | Renault RS3         | G     | 6     |          |      |       |
| 9   | March-Ilmor          | CG911         | Ilmor 2175A         | G     | 3     |          |      |       |
| 10  | Dallara-Ferrari      | F192          | Ferrari 037         | G     | 2     |          |      |       |
| 11  | Jordan-Yamaha        | 192           | Yamaha OX99         | G     | 1     |          |      |       |
| 12  | Minardi-Lamborghini  | M191B M192    | Lamborghini 3512    | G     | 1     |          |      |       |
| 13  | Venturi-Lamborghini  | LC92          | Lamborghini 3512    | G     | 1     |          |      |       |
| 14  | Fondmetal-Ford       | GR01 GR02     | Ford HBB5           | G     | 0     |          |      |       |
| 15  | Brabham-Judd         | BT60B         | Judd GV             | G     | 0     |          |      |       |
| -   | Moda-Judd            | C4B S921      | Judd GV             | G     | 0     |          |      |       |